# Фудбалски савез Азербејџана
Фудбалски савез Азербејџана (Azərbaycan Futbol Federasiyaları Assosiasiyası, AFFA) је највиша фудбалска организација Азербејџана. Она организује фудбалску лигу, AFFA лигу и Фудбалску репрезентацију Азербејџана. Седиште је у Бакуу. Основана је 1992. а члан је ФИФА од 1994. године.